# Centraal-Amerikaans Integratiesysteem
Het Centraal-Amerikaans Integratiesysteem (Spaans: Sistema de la Integración Centroamericana; SICA), gestart op 13 december 1991 is een intergouvernementele organisatie van Centraal-Amerikaanse staten.

## Leden
| - Belize - Costa Rica - Dominicaanse Republiek - El Salvador - Guatemala - Honduras - Nicaragua - Panama | - Brazilië - Duitsland - Argentinië - Chili - Italië - Mexico - Spanje - Taiwan |